# Teatro Delirium

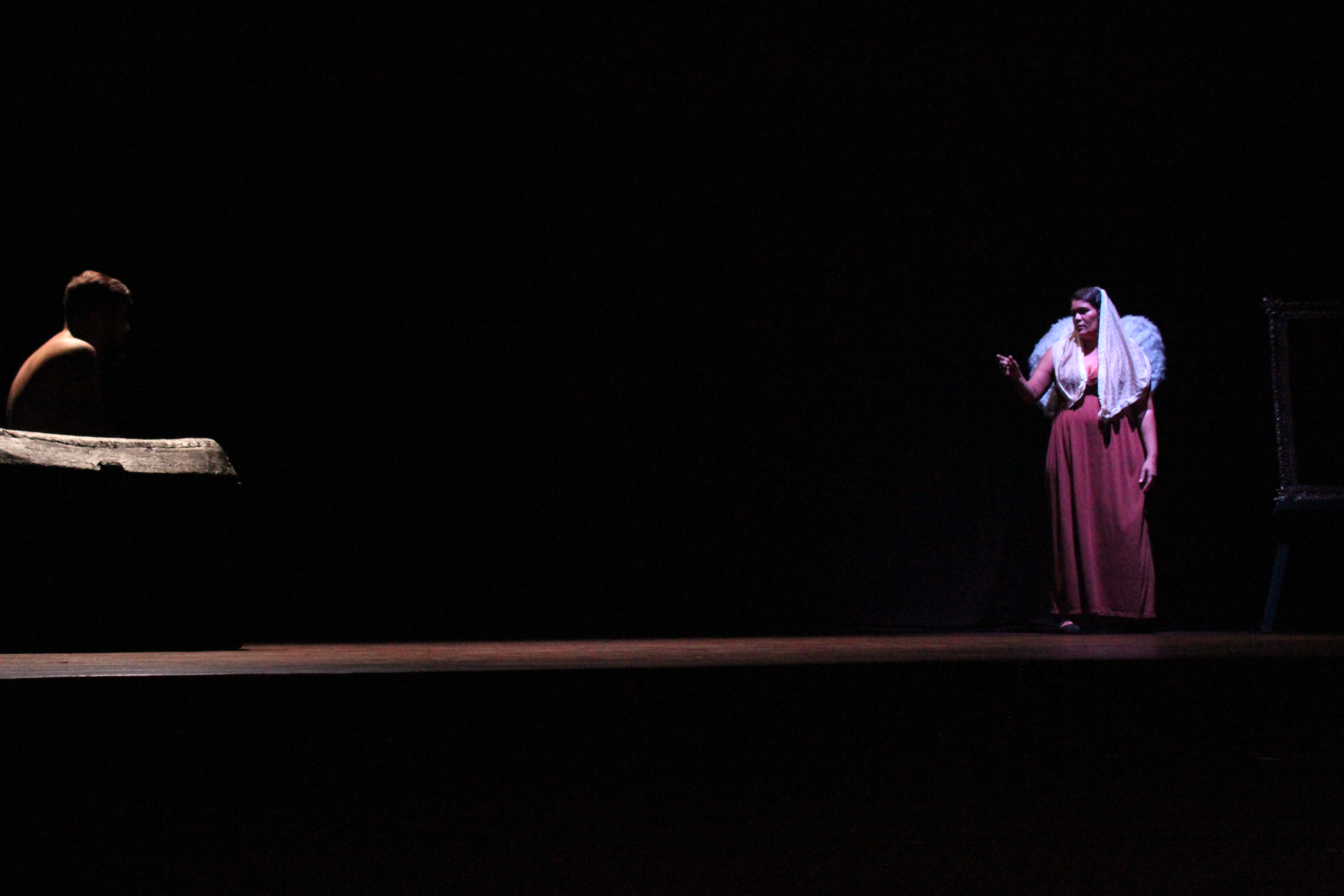
Escena de la obra "Sonámbulo y nocturno" (2016). Guion inspirado en el libro de cuentos cortos del autor Pablo Sibaja Mojica

Teatro Independiente Delirium es una agrupación de teatro independiente de la Provincia de Puntarenas, Costa Rica, fundada en el año 2000.

## Historia
Delirium, destaca por sus obras de creación propia. Entre sus logros cuenta con el premio nacional del Ministerio de Cultura, otorgado a su director Lic. Pablo Sibaja Mojica como Mejor Actor Secundario en el año 2008 por su actuación como actor invitado del grupo de Teatro Vías (Puntarenas) en el montaje de la obra "La Colina" del escritor costarricense Daniel Gallegos, bajo la dirección del M.A. Pedro García Blanco (2008).
Actualmente está formado por un elenco mixto de más de diez integrantes, la mayoría de los cuales pertenece a la compañía desde sus inicios; y sus montajes se caracterizan por la innovación de formatos con influencias surrealistas e interdisciplinarias, que buscan siempre sorprender e integrar al público espectador.
El grupo de Teatro Delirium de Puntarenas, ha sido reconocido popularmente como uno de los grupos de teatro comunitario de la localidad del Cantón Central de Puntarenas, con una amplia trayectoria, caracterizándose por sus propuestas escénicas que irrumpen con lo tradicional, utilizando enfoques desde el surrealismo, métodos del arte conceptual y performance, así como sátira y humor, hasta el costumbrismo más criollo de la zona tomado en cuenta dentro de sus propuestas. 
Gracias a su trayectoria, el grupo de Teatro Delirium  de Puntarenas, ha logrado realizar trabajos colaborativos con otras agrupaciones artísticas de las artes escénicas y musicales, así también, varios de sus integrantes han apoyado propuestas artísticas en calidad de "actor invitado" o "actriz invitada", siendo visualizada la trayectoria del grupo artístico en la investigación realizada por el MSc. Pedro García Blanco de la Universidad de Costa Rica en la publicación de dicha investigación sobre las artes escénicas en el Cantón Central de Puntarenas.   

## Trayectoria

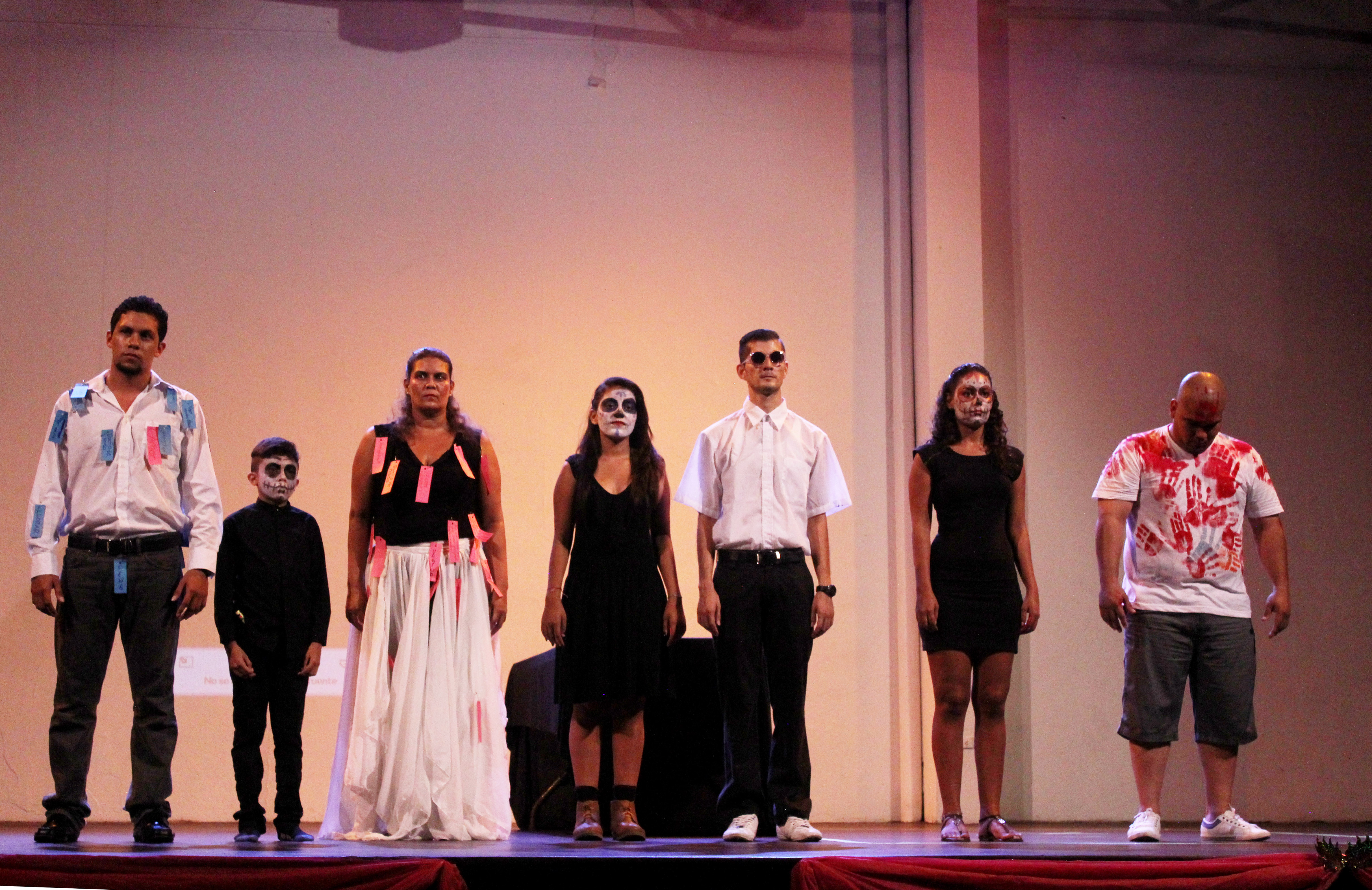
Elenco de la obra "Performaciones" (2015). Puntarenas, Costa Rica.

- 2000 - "Agonía" (dirección Allan Cruz)
- 2001 - "Saber que no sabemos" (dirección Allan cruz con artes finales del Director de Teatro Vías, Mauricio Astorga)
- 2002 - "A day without me" (ganadora del Concurso Intercolegial de Inglés a nivel de provincia, Colegio Técnico Profesional de Puntarenas)
- 2003 - "El hombre que vendió su alma al diablo" (adaptación de una leyenda popular; dirección Allan Cruz)
- 2004 - "El show no tiene nombre" (dirección Allan Cruz - Pablo Sibaja)
- 2005 - "El amor de don Perlimplin con Belissa en su jardín" (Adaptación del texto original del dramaturgo Federico García Lorca que lleva el mismo nombre, con dirección del Lic. Pedro García Blanco)
- 2006 - "D3liriumdaDalight" (dirección Pablo Sibaja)
- 2007 - "Saber que no sabemos" (dirección Pablo Sibaja)
- 2008 - "Volver" (dirección Pablo Sibaja, "Festival Chuchecha de Oro 2008")
- 2009 - "Guachin Pupilas y La Zanahoria" (Dirección Pablo Sibaja)
- 2009 - "Los Humorísticos: El Diablo está Camote" (Dirección Pablo Sibaja)[2]
- 2013 - Taller de Performance del proyecto "Teatro para todos" a cargo de Teatro Delirium (Dirección Lic. Pedro García Blanco).
- - "Sublevación" (para su participación en el Festival Nacional de Teatro Chucheca de Oro, bajo la Dirección del Lic. Pablo Sibaja Mojica).
- 2014 - "Estamos solos TV" (para su participación en el Festival Nacional de Teatro Chucheca de Oro, bajo la Dirección del Lic. Pablo Sibaja Mojica).
- 2015 - "Performaciones" (Festival Nacional de Teatro Chucheca de Oro, Festival de Teatro Iberoamericano por la vida) bajo la Dirección del Lic. Pablo Sibaja Mojica.
- - "Puntarenas, historias de almendros y muelles" propuesta escénica de proyección folklórica y cultural de la investigación sobre tradiciones puntarenense realizada por el MSc. Mario Solera de la Universidad de Costa Rica con Sede del Pacífico; Dramaturgia y Dirección a cargo del Lic. Pablo Sibaja Mojica.
- 2016 - "Sonámbulo y nocturno", bajo la Dirección del Lic. Pablo Sibaja Mojica. Obra homóloga al libro de cuentos cortos, escrito por el mismo director y publicado en la Feria Internacional del Libro 2016.
- - "La magia del teatro", performance colaborativo para el Oppening del Festival Nacional de Teatro La Chucheca de Oro, 2016.[3]
- 2017 - "Hablemos de sexo", inspirada en una adaptación libre del texto original "tengamos el sexo en paz" de Franca Rame y Darío Fo, realizado en primera instancia por el grupo de Teatro COPAZA de Quepos de Puntarenas bajo la dirección de Lic. Pablo Sibaja M. con el nombre "Sexo ¿Con o sin amor?" (2014) con Olga Castillo como actriz invitada (temporada en Casa de la Cultura de Puntarenas y Festival de Teatro Chucheca de Oro 2017).
- - Mención en el libro "La historia de las artes escénicas puntarenenses en el marco de la identidad cultural" del autor M.A. Pedro García Blanco (Universidad de Costa Rica, Sede Regional del Pacífico, 2017).[4]
- 2018 - "Las aventuras de Polancio" (adaptación del texto original para el Festival Nacional de Teatro La Chucheca de Oro, Puntarenas, Costa Rica, noviembre del 2018). Además se trabajó con la coordinación del Festival Nacional de Teatro La Chucheca de Oro (Puntarenas) la dirección de un "Flashmoob" con todas las agrupaciones teatrales y el apoyo de la Licda. Skarleth Agüero, Directora de la Academia de Baile "Alma Latina", a modo de "Openning" del Festival.
- 2020 - "Zombies" (Guion y adaptación a cortometraje del Lic. Pablo Sibaja Mojica, para el Festival Nacional de Teatro La Chucheca de Oro, Puntarenas, Costa Rica, en su modalidad virtual, noviembre del 2021).
- 2021 - "Historias de amor" (Guion de Lic. Pablo Sibaja Mojica, para el Festival Nacional de Teatro La Chucheca de Oro, Puntarenas, Costa Rica, noviembre del 2021).
- - Homenaje a trayectoria artística de su director Lic. Pablo Sibaja Mojica, como referente cultural de la provincia de Puntarenas (Festival Nacional de Teatro La Chucheca de Oro, Puntarenas, Costa Rica, noviembre del 2021).